# 加菲爾德縣 (科羅拉多州)
加菲爾德縣（英語：Garfield County）是美国科羅拉多州西部的一個縣，西界犹他州，面積7,655平方公里。根據2020年美國人口普查，共有人口61,685人。縣治格倫伍德斯普林斯（Glenwood Springs）。該縣成立於1883年2月10日，縣名紀念第二十任美国总统詹姆斯·加菲爾德。